# Leopold Kopal
Leopold Kopal (15. listopadu 1785 Miroslav – 27. ledna 1872 Olomouc) byl český lesní rada a příslušník rodu Kopalů.

## Život
V letech 1801–1802 absolvoval studia inženýrství, zemědělství a lesnictví na pražské univerzitě. Od roku 1852 působil v Olomouci jako kapitulní lesní rada. Měl velké zásluhy na založení rozsáhlých lesních komplexů.
Patřil ke starší linii rodu Kopalů. Po smrti mladšího bratra Karla, jež se stal legendou rakouské armádní tradice, sepsal obsáhlou biografii jeho života.